# ピチット県

ピチット県
จังหวัดพิจิตร

- この項目は英語版を元に作成されています。

ピチット県（ピチットけん、タイ語: จังหวัดพิจิตร）は、タイ・北部の県（チャンワット）の一つ。ピッサヌローク県、ペッチャブーン県、ナコーンサワン県、カムペーンペット県。

## 地理
ナーン川とヨム川が県内で合流し、チャオプラヤー川となる。それらの川は、肥沃な土壌を形成し米やハスを県内主要産物に仕立て上げている。

## 歴史
1058年（タイ仏暦1602年）にプラヤー・コータボンテーラワラートによってピチットは建設された。そのときはスコータイ王国の領土であったが、その後アユタヤ王朝の領土となった。
ピチットの名前は数回変わり、最初はサルワン（王の池）という名前であった。その後オーカブリー（湿地帯の町）に変わり、最終的にピチット（美）となった。

## 県章
県章はピチットの旧称・サルワンをデザインしている。手前の木は県内にあるワット・ポープラタップチャーン（仏教寺院）の境内にあるバニヤンの木である。
県木はセイロンテツボク（Mesua ferrea）、県花はハスである。

## 行政区
ピチット県は12の郡（アムプー）に分けられ、その下に89の町（タムボン）と852の村（ムーバーン）がある。
| ピチット県の郡 | 1. ムアンピチット郡 2. ワンサーイプーン郡 3. ポープラタップチャーン郡 4. タパーンヒン郡 5. バーンムーンナーク郡 6. ポータレー郡 7. サームンガーム郡 8. タップクロー郡 9. サークレック郡 10. ブンナーラーン郡 11. ドンチャルーン郡 12. ワチラバーラミー郡 |